# パンサ・ヘムウィブーン
パンサ・ヘムウィブーン（Pansa Hemviboon、พรรษา เหมวิบูลย์、1990年7月8日 - ）は、タイ代表のプロサッカー選手で、タイ・リーグ1のブリーラム・ユナイテッドFC所属にセンターバックでディフェンダー（DF）位置である。
日本では『パンサ・ヘーミブーン』と表記されることもできる。

## 経歴

### クラブ
チャンタブリー県に生まれた。バンコククリスティアンカレッジユース出身とチュラーロンコーン大学大学時を卒業であった後、チュラーロンコーン大学母体サッカークラブのチャムチュリー・ユナイテッドにキャリアを始めた。2014年にTOT SCに移籍して、2015-16年季にコーンケン・ユナイテッドにやっていて、2016年にブリーラム・ユナイテッドに移籍。100試合以上出場している。

## 代表歴
パンサはユース代表う選んだことがなかったが、2017年にミロヴァン・ライェヴァツ監督から2017年6月にウズベキスタン代表と対戦の国際試合のメンバーとして代表初選んで
、
同国と対戦にスタメンを選んだが、0-2点が負けた。2018年6月に第46回キングスカップ決勝のスロバキア代表戦では初ゴール決めた。2018 AFFスズキカップやAFCアジアカップ2019決勝トーナメントのメンバーが選ばれた。
2024年1月に石井正忠監督のAFCアジアカップ2023対戦メンバーを選ばれた。 全大会、パンサは3試合でスタメンを選ばれた。

## タイトル

### クラブ
ブリーラム・ユナイテッドFC
- タイ・リーグ1：6回（2017, 2018, 2021-22, 2022-23, 2023-24, 2024-25）
- タイFAカップ：3回（2021-22, 2022-23, 2024-25）
- タイ・リーグカップ：3回（2021-22, 2022-23, 2024-25）
- タイランド・チャンピオンズカップ：1回 (2019)
- ASEANクラブチャンピオンシップ : 1回 (2024-25)

### 代表
タイ代表
- ASEANチャンピオンシップ：1回 (2022)

### 個人
- タイ年間最優秀選手賞：1回（2017）
- ASEANチャンピオンシップ ベストイレブン：1回（2024）